# Nagy József (teológus)
Dr. Nagy József (Cece, 1915. május 14. – Budapest, 1985. február 12.) baptista lelkész, teológus, a Magyarországi Baptista Egyház elnöke és 1979-1980 között a Magyarországi Szabadegyházak Tanácsa (SZET) elnöke.

## Élete
Budapesten elvégezte a pedagógiai szemináriumot, majd az Pázmány Péter Tudományegyetem Bölcsészettudományi Karán tanult pszichológia-pedagógia szakon. Teológiát a budapesti baptista lelkészképző szemináriumban tanult. 
1936-tól A Lant című gyülekezeti lap egyik szerkesztője.
1937-1950 között budapesti általános iskolákban tanított és országos baptista ifjúsági titkár volt. 1938-tól teológiai óraadó, majd tanár, dékán.
1947-től különböző budapesti és Budapest környéki gyülekezetek lelkésze; először Pécelen, 1950-től Rákosszentmihályon, 1951-53 között a Wesselényi utcában, 1961-62 között Csepelen, 1963-1979 között Kispesten.
1957-től 1976-ig a Békehírnök című baptista lapnak a szerkesztője, 1979-től főszerkesztője.
1955-1961 között a Magyarországi Baptista Egyház elnökhelyettese, 1961-1965 között az elnöke, 1967-1971 között újra az alelnöke.
1976-ban a debreceni Református Teológiai Akadémián doktorátust szerzett. Disszertációját az 1980-ban kiadott „Az üdvösség útja” című művébe dolgozta bele.
1979-től, Palotay Sándor halála után, átmenetileg a Magyarországi Szabadegyházak Tanácsa (SZET) elnöke volt.

## Művei
- Ifjak a Mester lábánál, Bp., 1930-as évek
- Vezető. 1., Vezérfonal gyülekezeti munkások, ifjúsági vezetők és vasárnapi iskolai tanítók számára; összeáll. Nagy József; M. B. I. Sz., Bp., 1941
- Baptista ifjúsági munkánk új útjai, Bp., 1942
- Udvarnoki Béla–Nagy József–Stumf Jenő: Az Úr kertjében. Bibliatanulmányok, tanítások és illusztrációk a vasárnapi iskolai tanításhoz, 1-3.; Sylvester Ny., Bp., 1943–1944 (Vasárnapi iskolai vezérkönyvek)
- Vezető. 2., Vezérfonal gyülekezeti munkások, ifjúsági vezetők és vasárnapi iskolai tanítók számára; összeáll. Nagy József; M. B. I. Sz., Bp., 1943
- Gyülekezet, szülők, gyermekek. Előadások és hozzászólások az ifjúság helyes neveléséről; összeáll. Nagy József, bev. Somogyi Imre; Baptista Hitközség, Bp., 1943
- Bibliai hittankönyv-vázlat. 1. rész. Az általános iskola 1-8. oszt. számára; közrem. Somogyi Imre; Baptista Hitközség, Bp., 1946 (Baptista hittankönyvek)
- Bibliai történetek imádságokkal és énekekkel az általános isk. 1-2. oszt. számára; Baptista Hitközség, Bp., 1947 (Baptista hittankönyvek. Új sorozat)
- Emléklapok, A Magyarországi Baptista Egyház 125 éves jubileumáról, Bp., 1972
- "Írtam néktek ...". Cikkek, igehirdetések, tanulmányok; Magyarországi Szabadegyházak Tanácsa, Bp., 1975
- Az üdvösség útja; Magyarországi Szabadegyházak Tanácsa, Bp., 1980